# Centro trasmittente di Monte Sambuco
Il centro trasmittente di Monte Sambuco è una postazione radiotelevisiva situata sull'omonima vetta dei monti della Daunia a 980 m s.l.m., nel comune di Motta Montecorvino (in provincia di Foggia). Il sito è utilizzato esclusivamente dalla RAI per irradiare la sua offerta radiotelevisiva in buona parte di Puglia e Molise, e anche dalle province vicine. La sua importanza è tale da essere presidiato dall'esercito in caso di necessità.

## Storia
L'attivazione del centro trasmittente di Monte Sambuco avvenne il 31 dicembre 1956 con l'attivazione dell'allora programma Nazionale, oggi Raiuno, sul canale H in VHF. A questo si aggiunsero poi i segnali di Raidue su canale 27 UHF e in seguito quello del canale regionale RAI, Raitre Puglia sul ch 43 UHF e Raitre Molise sul ch 50 UHF. Con l'avvento dell'era digitale da Monte Sambuco viene attivato il multiplex Rai B sul ch H1 VHF.
Il 17 e 18 maggio 2012, a seguito dello switch off dell'area tecnica 11, la postazione cessa di trasmettere segnali televisivi in tecnica analogica e contemporaneamente si ha l'attivazione prima del Mux 1 per il Molise (UHF 39) e il giorno dopo del Mux 1 pugliese (UHF 32) e degli altri, compreso il Mux 4 che ancora non copre l'intero territorio nazionale.
Con il nuovo switch-off dell'8 marzo 2022, irradia cinque segnali regionali: oltre a quelli di Puglia e Molise, sono aggiunti anche quelli di Abruzzo, Basilicata e Lazio,
Con il refarming del 7 aprile 2022 viene spento il Mux MR 3.

## Copertura
Data la sua posizione isolata a cavallo tra la valle del Fortore e il Tavoliere, la postazione di Monte Sambuco permette di irradiare i segnali radiotelevisivi a 360° e di coprire le province di Foggia, Barletta-Andria-Trani e Campobasso, esso risulta infatti il sito Rai di riferimento per Foggia e uno di quelli per Campobasso. Essendo a cavallo di più regioni, vengono trasmessi i contenuti regionali sia pugliesi che molisani, ma nonostante non siano presenti altri contenuti regionali, la postazione di Monte Sambuco riesce a coprire ampie aree delle province di Benevento, Avellino e Chieti. Il segnale di Rai-Radio Tre sui 93.5 FM arriva costantemente anche nella parte meridionale della Croazia.

## Multiplex digitale terrestre
| Canale | Nome                     | Polarizzazione |
| ------ | ------------------------ | -------------- |
| 26     | RAI Mux A                | Orizzontale    |
| 30     | RAI MUX MR 5             | Orizzontale    |
| 40     | RAI Mux B                | Orizzontale    |
| 42     | Raiway Puglia-Basilicata | Orizzontale    |

## Canali radiofonici
Vengono inoltre trasmessi i seguenti canali radiofonici in FM
- 88.60 MHz Rai Radio 1 Puglia
- 100.70 MHz Rai Radio 1 Molise
- 90.70 MHz Rai Radio 2
- 93.50 MHz Rai Radio 3
- 95.20 MHz Rai Gr Parlamento
- 103.30 MHz Rai Isoradio